# Кельчевський Анатолій Кіпріанович
Кельчевський Анатолій Кіпріанович (1869–1923) — російський військовий діяч, учасник білого руху.
Народився у дворянський родині. Закінчив Костянтинівське військове училище (1891), Миколаївську академію Генерального штабу (1900). Учасник Першої Світової війни, генерал-майор російської армії. У 1917 році — генерал-квартирмейстер, невдовзі командувач 9-ї російської армії.
З листопада 1918 року — в Донській армії, начальник штабу царицинського відтинку фронту. Упродовж лютого 1920 року — начальник штабу Донської армії, військовий і морський міністр Південно-Російського уряду. Навесні 1920 року — начальник штабу Донського корпусу. Знятий із посади головнокомандувачем білогвардійської Російської армії генералом бароном П. Врангелем і відправлений у відставку за звинуваченням у підтримці «козачих самостійників». З травня 1920 року — на еміграції в Німеччині, головний редактор білоемігрантського журналу «Війна і мир».